# Nicolás Moreno de Alborán
Nicolás Moreno de Alborán (Nueva York, 14 de julio de 1997) es un tenista profesional estadounidense.

## Vida personal
Moreno de Alborán, hispano-estadounidense, nació en la ciudad de Nueva York. Se mudó a Londres cuando era adolescente, donde asistió a la escuela Ibstock Place School en Roehampton, donde terminó en 2015. Se entrenó en Dukes Meadows en Chiswick y representó a España en eventos juveniles, luego se mudó a Estados Unidos.

## Trayectoria
Moreno de Alborán tuvo una excelente carrera de tenis universitario en la Universidad de California, Santa Bárbara e hizo apariciones esporádicas en el circuito de la ITF cuando aún estaba en la universidad.

## Títulos ATP Challenger (4; 3+1)

### Individuales (3)
| N.° | Fecha                    | Torneo              | Superficie    | Oponente en la final | Resultado           |
| --- | ------------------------ | ------------------- | ------------- | -------------------- | ------------------- |
| 1.  | 25 de septiembre de 2022 | Challenger de Braga | Tierra batida | Matheus Pucinelli    | 6-2, 6-4            |
| 2.  | 11 de junio de 2023      | Tyler               | Dura          | Mikhail Kukushkin    | 6-7(8), 7-6(0), 6-4 |
| 3.  | 10 de noviembre de 2024  | Matsuyama           | Dura          | Alex Bolt            | 7-6(4), 6-2         |

### Dobles (1)
| No. | Fecha              | Torneo | Superficie    | Compañero              | Rival en la final                  | Resultado         |
| --- | ------------------ | ------ | ------------- | ---------------------- | ---------------------------------- | ----------------- |
| 1.  | 7 de julio de 2024 | Brașov | Tierra batida | Javier Barranco Cosano | Karol Drzewiecki Piotr Matuszewski | 3-6, 6-1, [17-15] |